# Нурекатасай
Нурекатасай, Нуреката — горная река в Паркентском районе Ташкентского вилоята, правый приток реки Аксакатасай.

## Географическое описание

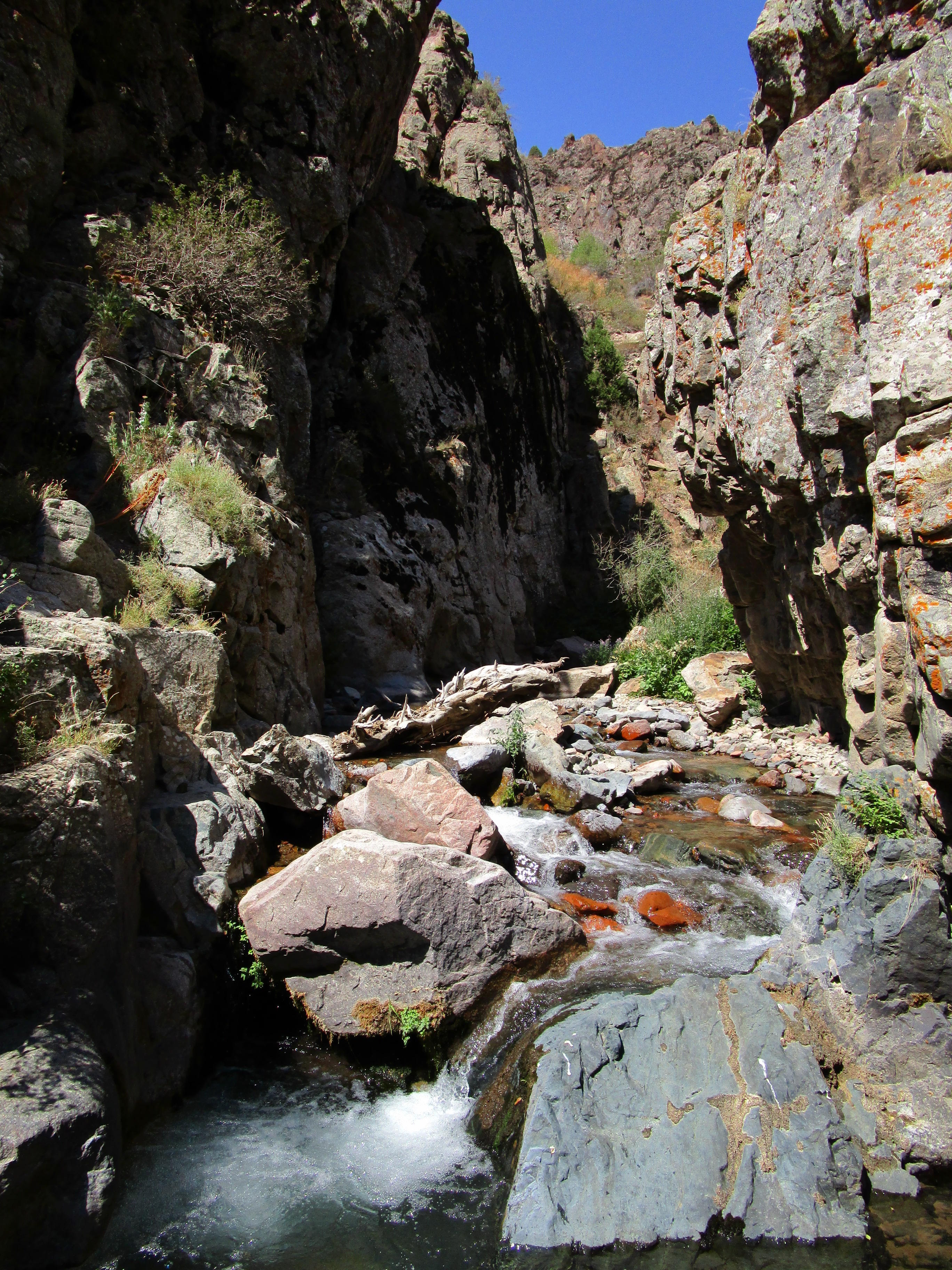
Верхнее течение Нурекатасая

Нурекатасай берёт начало от слияние родников на склонах Чаткальского хребта, неподалёку от перевала Тахта, общее направление течения — на юго-запад. Питание преимущественно снеговое, наибольший расход воды в зависимости от года выпадает на апрель-май. После таяния снежников на высоте 2500-3000 метров, основными источниками Нурекаты являются родники. В верхнем течении река течёт в узком, скалистом ущелье. Возле слияния с правым притоком, стекающим с перевала Кумбель, река входит в узкий каньон, с отвесными скальными стенками. Путь вдоль воды (особенно весной и в начале лета) труднопроходим, обход по скальным полкам левого берега реки также весьма затруднителен. Среднее течение реки приходится на широкую долину, ближе к впадению в Аксакату, река течёт в глубоком глиняном каньоне.
Нурекатасай целиком протекает на территории Угам-Чаткальского национального парка.

## Освоение Нурекаты человеком

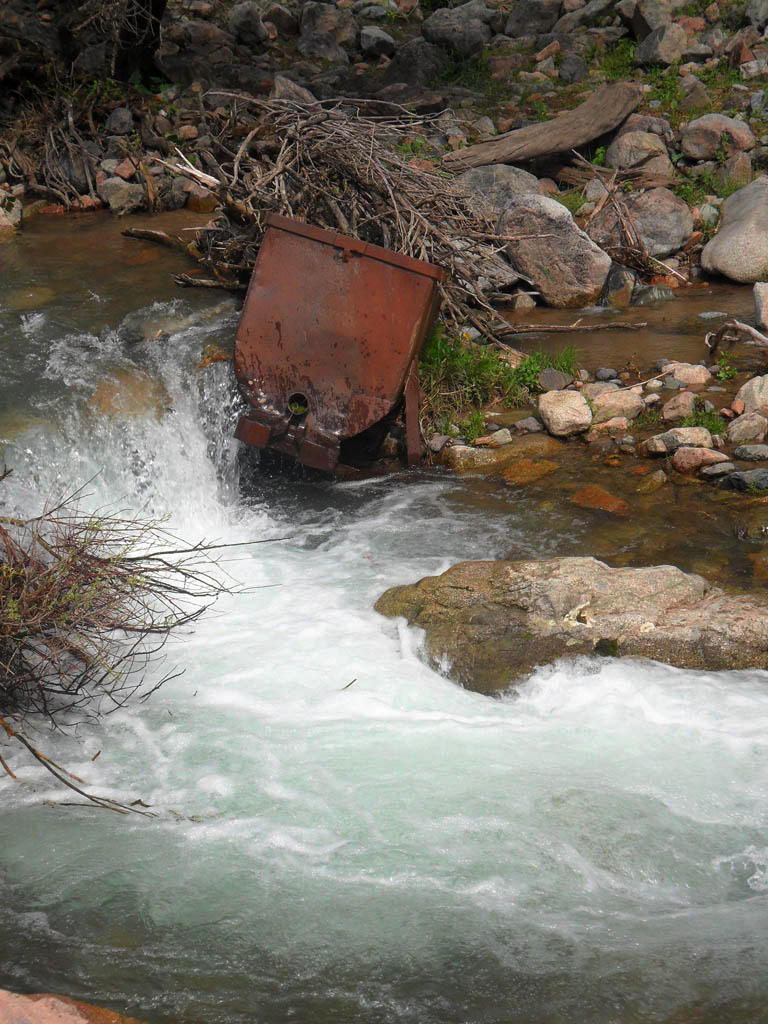
Старая вагонетка в русле Нурекатасая

На водоразделе Нурекатасая и Бельдерсая имеются наскальные изображения горных козлов. В советское время на склонах гор, окружающих Нурекатасай, проводились геологические изыскания. До сих пор виднеются геологические грунтовые дороги и штольни. Склоны горы Кумбель, обращённые к Нурекате содержат большое количество индустриального мусора (вагонетки, остатки рельсов, электрические изоляторы). В 1988 году у впадения безымянного притока, стекающего в Нурекату с перевала Чет-Кумбель, находилась станция гляциологов. В настоящее время населённых пунктов вдоль Нурекаты нет, в долине Нурекаты и её притоков располагаются сезонные фермерские хозяйства. В долине Нурекаты (нижнее и среднее течение), а также на склонах окрестных гор осуществляется выпас скота.

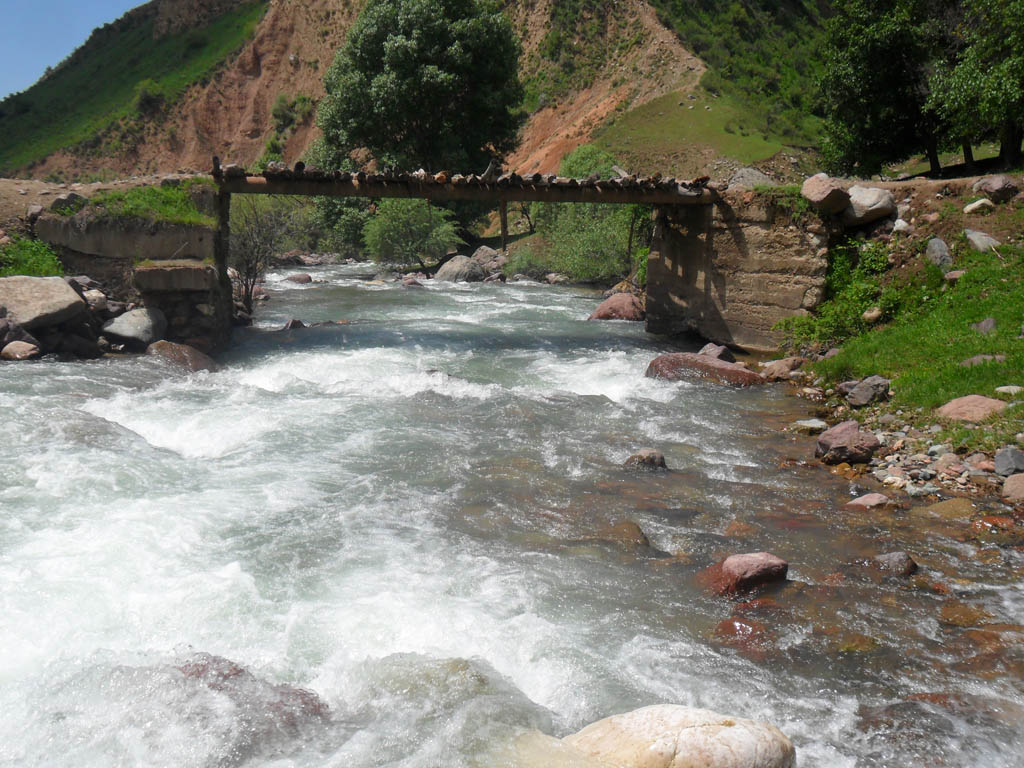
Мост через Нурекатасай

Вдоль русла Нурекаты (в нижнем и среднем течении) проложена грунтовая дорога, через реку переброшен автомобильный мост.

## Притоки
В Нурекату впадает большое количество ручьёв, стекающих с окрестных гор — Большой Чимган, Кумбель, Майгашкан (все справа), Джар, Аккуль, Ташгаза (все слева). Наиболее крупными притоками являются Берката и Новошаксай (оба слева).

## Животный и растительный мир
Вследствие относительно большого перепада высот и различного рельефа долины, природа Нурекатасая разнообразна. В осеннее время, в ущелье верхнего течения Нурекаты может спускаться тяньшанский бурый медведь, пёстрый каменный дрозд. В отдельных местах, долина полностью зарастает перечной мятой, крапивой, ежевикой. Среднее и нижнее течение имеет характер широкой долины с соответствующими флорой и фауной. Из птиц часты сизоворонки, удоды. На берегах Нурекаты растут плодово-ягодные деревья (грецкий орех, арча, яблони).

## Интересные факты
- Топонимы Угам-Чаткальского национального парка[6] нечасто содержат в своём названии окончание «ата» (тюрк. отец). В окрестностях Нурекаты четыре географических объекта обладают этой особенностью (реки Аксакатасай, Нурекатасай, Берката и гора Сюрената).

## Комментарии
1. ↑  Верховья Нурекаты по ключевым характеристикам (кормовая база, редкая посещаемость человеком, рельеф) совпадает с иными реками в ареале бурого медведя.